# 제비체육단
제비체육단 ( - 體育團)은 조선민주주의인민공화국의 종합스포츠클럽으로 소속 축구단이 특히 유명하다. 